# معتاد اجباری
معتاد اجباری یک فیلم تلویزیونی طنز که به کارگردانی مهدی مظلومی در ۶ فروردین ۱۳۸۷ از شبکه ۲ به پخش رسیده است.

## خلاصه داستان
جوانی بنام کمال (سیدجواد رضویان) که شاگرد دوچرخه سازی است، در آستانه ازدواج قرار دارد و در صدد تأمین مخارج عروسی اش است که خبری را از رادیو می‌شنود مبنی براینکه وزارت کار و امور اجتماعی جهت حمایت از افرادی که معتاد بوده و ترک کرده‌اند مبلغ سه میلیون تومان بعنوان وام پرداخت خواهد کرد. کمال با شنیدن این خبر تصمیم می‌گیرد که معتاد شده و سپس ترک کند. اما در این بین ماجراهایی اتفاق می‌افتد که …

## بازیگران
- سیدجواد رضویان
- شهرام قائدی
- مونا فرجاد
- امیر غفارمنش
- زهره صفوی
- صدیقه کیانفر